# Чокур-Сеит-Эли
Чоку́р-Сеи́т-Эли́ (укр. Чокур-Сеїт-Елі, крымскотат. Çuqur Seyit Eli, Чукъур Сейит Эли) — исчезнувшее село в Ленинском районе Республики Крым, располагавшееся в центре района и Керченского полуострова, примерно в 3 км к юго-западу от современного села Либкнехтовка.

## История
Первое документальное упоминание села встречается в Камеральном Описании Крыма… 1784 года, судя по которому, в последний период Крымского ханства Сегид Эли входил в Дин Керченский кадылык Кефинского каймаканства. После присоединения Крыма к России (8) 19 апреля 1783 года, (8) 19 февраля 1784 года, именным указом Екатерины II сенату, на территории бывшего Крымского Ханства была образована Таврическая область и деревня была приписана к Левкопольскому, а после ликвидации в 1787 году Левкопольского — к Феодосийскому уезду Таврической области. После Павловских реформ, с 1796 по 1802 год, входила в Акмечетский уезд Новороссийской губернии. По новому административному делению, после создания 8 (20) октября 1802 года Таврической губернии, Чокур-Сеит-Эли был включён в состав Акмозской волости Феодосийского уезда.
По Ведомости о числе селений, названиях оных, в них дворов… состоящих в Феодосийском уезде от 14 октября 1805 года , в деревне Сеит-Эль числилось 7 дворов и 102 жителя. На военно-топографической карте генерал-майора Мухина 1817 года деревня Чокур сеит ели обозначена с 20 дворами. После реформы волостного деления 1829 года Чокур Сеит Эли, согласно «Ведомости о казённых волостях Таврической губернии 1829 года», отнесли к Чурубашской волости (переименованной из Аккозской). На карте 1836 года в деревне 12 дворов, а на карте 1842 года Чокур Сеит эли обозначен условным знаком «малая деревня», то есть, менее 5 дворов.
В 1860-х годах, после земской реформы Александра II, деревню приписали к Сарайминской волости. Согласно «Списку населённых мест Таврической губернии по сведениям 1864 года», составленному по результатам VIII ревизии 1864 года, Чокур-Сеит-Эли — владельческая татарская деревня с 20 дворами, 91 жителем и мечетью при колодцах. По обследованиям профессора А. Н. Козловского начала 1860-х годов, в селении колодцы были глубиной 1—5 саженей (от 2 до 10 м), но в большинстве из них (около трёх четвертей) вода была «дурного качества». На трёхверстовой карте Шуберта 1865—1876 года в деревне Чокур-Сеит-Эли обозначено 3 двора.
По «…Памятной книжке Таврической губернии на 1892 год» в безземельной деревне Сеит-Эли, не входившей ни в одно сельское общество, жителей и домохозяйств не числилось. На верстовой карте Крыма 1896 года в селении обозначены развалины деревни и рядом хутор Сеит-эли без указания числа дворов. По «…Памятной книжке Таврической губернии на 1902 год» в деревне Сеит-Эли, входившей в Ново-Александровское сельское общество, числилось 16 жителей, домохозяйств не имеющих. По Статистическому справочнику Таврической губернии. Ч.II-я. Статистический очерк, выпуск пятый Феодосийский уезд, 1915 год, в экономии Сеит-Эли (наследников Олива) Сарайминской волости Феодосийского уезда числился 1 двор с русским населением в количестве 9 человек только «посторонних» жителей.
После установления в Крыму Советской власти, по постановлению Крымревкома, 25 декабря 1920 года из Феодосийского уезда был выделен Керченский (степной) уезд, а, постановлением ревкома № 206 «Об изменении административных границ» от 8 января 1921 года была упразднена волостная система и в составе Керченского уезда был создан Керченский район в который вошло село (в 1922 году уезды получили название округов. 11 октября 1923 года, согласно постановлению ВЦИК, в административное деление Крымской АССР были внесены изменения, в результате которых округа были отменены и основной административной единицей стал Керченский район в который вошло село. Согласно Списку населённых пунктов Крымской АССР по Всесоюзной переписи 17 декабря 1926 года, в селе Сеит-Эли, Либкнехтовского сельсовета Керченского района, числилось 13 дворов, все крестьянские, население составляло 64 человека, из них 50 украинцев и 14 белорусов. Постановлением ВЦИК «О реорганизации сети районов Крымской АССР» от 30 октября 1930 года (по другим сведениям 15 сентября 1931 года) Керченский район упразднили и село включили в состав Ленинского, а, с образованием в 1935 году Маяк-Салынского района (переименованного 14 декабря 1944 года в Приморский) — в состав нового района. На километровой карте Генштаба Красной армии 1941 года село уже не обозначено.

### Динамика численности населения
| - 1805 год — 102 чел. - 1864 год — 91 чел. - 1892 год — 0 чел. | - 1902 год — 16 чел. - 1915 год — 0/9 чел. - 1926 год — 64 чел. |